# Il gran varietà
Il gran varietà è un programma televisivo italiano, trasmesso su Rai 1, con la conduzione di Maurizio Costanzo affiancato da Lisa Marzoli.

## Descrizione
Il programma ripercorre in quattro appuntamenti la gloriosa storia dei Grandi Varietà dagli anni '60 agli anni 2000, attraverso il vasto repertorio delle Teche Rai.

## Il programma
Il programma va in onda in seconda serata su Rai 1, ed è realizzato presso lo studio TV4 del Centro di produzione Rai di Via Teulada 66 a Roma.